# Brigadoon (musical)
Brigadoon è un musical con libretto e testi di Alan Jay Lerner e musica di Frederick Loewe. Le canzoni del musical, come Almost Like Being in Love, sono diventate famosissime. La storia coinvolge due turisti americani che si imbattono in Brigadoon, un misterioso villaggio scozzese che appare per un solo giorno ogni 100 anni. Tommy, uno dei turisti, si innamora di Fiona, una giovane donna di Brigadoon.
La produzione originale esordì a Broadway nel 1947 e fu rappresentata per 581 spettacoli. Furono protagonisti David Brooks, Marion Bell, Pamela Britton e Lee Sullivan. Nel 1949 Brigadoon debuttò al teatro del West End e fu rappresentata per 685 spettacoli; seguirono molte riprese. Una versione cinematografica del 1954 in cui recitavano Gene Kelly e Cyd Charisse e una versione televisiva del 1966 con Robert Goulet e Peter Falk.

## Contesto
Il paroliere e scrittore Alan Jay Lerner e il compositore Frederick Loewe in precedenza avevano collaborato a tre musical; il primo, Life of the Party, fu chiuso durante i provini pre-Broadway, e il secondo e il terzo, What's Up? e The Day Before Spring, avevano avuto un discreto successo. Ispirato dalle collaborazioni di successo di Rodgers e Hammerstein, Oklahoma! e Carousel, crearono Brigadoon, basato sulla storia di un villaggio magico negli altopiani scozzesi.
Come in Oklahoma! e Carousel, Brigadoon ha una storia d'amore importante come trama principale e una storia d'amore più leggera come sottotrama. Tematicamente, il musical rappresenta il contrasto tra la vita vuota della città e il calore e la semplicità del paese, concentrandosi sul tema dell'amore che trascende il tempo. Agnes de Mille, che in precedenza aveva coreografato Oklahoma! e Carousel, fu ingaggiata come coreografa e il suo lavoro per Brigadoon incorporava elementi della tradizionale danza popolare scozzese: una danza tradizionale della spada, una scena d'inseguimento e una danza funebre. Sebbene Lerner e Loewe originariamente avessero portato Brigadoon al produttore Billy Rose, Cheryl Crawford fu il produttore che effettivamente portò Brigadoon a Broadway. Lerner spiegò il cambiamento del produttore dicendo: "Il contratto che [Billy Rose] ci ha voluto far firmare negava la proclamazione di emancipazione di Abraham Lincoln che ha aveva liberato gli schiavi". Sotto la guida di Loewe, Ted Royal ricevette un accreditamento come unico orchestratore per il suo lavoro nella produzione originale. I suoi arrangiamenti atmosferici furono usati frequentemente per i revival.
Il critico teatrale del The New York Times, George Jean Nathan, scrisse che il libretto di Lerner era basato su una storia tedesca di Friedrich Gerstäcker molto più antica, successivamente tradotta da Charles Brandon Schaeffer, a proposito del mitico villaggio di Germelshausen che cadde sotto una stregoneria. Tuttavia Lerner negò di aver basato il libro su una storia più antica e, in una spiegazione pubblicata sul New York Times, dichiarò di non aver appreso dell'esistenza della storia di Germelshausen fino a quando non ebbe completato la prima bozza di Brigadoon. Lerner dichiarò che nella sua ricerca successiva trovò molte altre leggende sulle città in via di estinzione nel folklore di vari paesi, e definì le loro somiglianze "coincidenze inconsce".
Il nome di Lerner per la sua località immaginaria era probabilmente basato su un noto punto di riferimento scozzese, il Brig o' Doon (Bridge of Doon). Altre fonti suggeriscono che il nome del villaggio fittizio sia stato costruito con la parola celtica briga, che significa "città" (come nei vecchi nomi di città Segóbriga e Brigantium) e il gaelico scozzese dùn, che significa "forte". Il nome potrebbe anche riferirsi alla dea celtica Brigid.

## Trama

### Atto I
I newyorkesi Tommy Albright e Jeff Douglas hanno viaggiato per le Highlands scozzesi in una vacanza di caccia, ma si perdono per la prima notte. Cominciano ad ascoltare una musica (Brigadoon) proveniente da un villaggio vicino che non appare sulla mappa della zona. Si dirigono lì per ottenere indicazioni stradali verso la loro locanda e trovano una fiera in pieno svolgimento ("McConnachy Square"), con gli abitanti del villaggio vestiti con il tradizionale tartan scozzese. Andrew MacLaren e le sue figlie arrivano alla fiera per acquistare approvvigionamenti per il matrimonio della figlia minore Jean con Charlie Dalrymple. Harry Beaton, figlio di Archie Beaton, è follemente innamorato di Jean ed è depresso al pensiero che lei sposi un altro, incapace di trovare conforto nella devozione di Maggie Anderson nei suoi confronti. Una delle ragazze chiede alla sorella maggiore di Jean, Fiona quando si sposerà, e Fiona risponde che sta aspettando la persona giusta (Waitin' For My Dearie).
Tommy e Jeff vagano nel villaggio e chiedono dove sono; Archie li informa che sono a "Brigadoon". Fiona invita i girovaghi a mangiare e a riposare a casa MacLaren. La simpatica mungitrice Meg Brockie prende subito in simpatia Jeff e lo porta via. Compare Charlie Dalrymple, rallegrandosi per le imminenti nozze. Condivide un drink con Tommy, brindando a un certo Forsythe che ringrazia per "aver posticipato il miracolo". Quando Tommy chiede che cosa significa, Fiona lo zittisce e lo porta via mentre Charlie celebra la fine del suo celibato (Go Home with Bonnie Jean). Tommy dice a Fiona che ha una fidanzata, Jane, a New York, ma non ha fretta di sposarla e Fiona rivela che le piace molto Tommy. Tommy insiste nell'accompagnare Fiona a raccogliere erica per il matrimonio (The Heather on the Hill). Nel frattempo, Meg porta Jeff in un posto nella foresta con una capanna e una branda. Lei gli dice che è "molto attratta" da lui, ma respinge le sue avances, volendo solo dormire. Riflette sulla sua "movimentata vita amorosa" (The Love Of My Life).
Dai MacLaren, gli amici di Jean la aiutano a fare le valigie per trasferirsi nella casa di Charlie (Jeannie's Packin' Up). Charlie arriva per firmare la Bibbia di famiglia dei MacLaren. Vuole vedere Jean; gli dicono che porta sfortuna vederla nel giorno del matrimonio, ma lui la prega di uscire comunque (Come to Me, Bend to Me). Tommy e Fiona tornano con un cesto pieno di erica e Fiona sale di sopra per aiutare Jean a vestirsi per il matrimonio. Jeff arriva con indosso un paio di pantaloni di tartan delle Highlands; a quanto pare i suoi pantaloni sono stati danneggiati da un "cardo". Jeff scopre che Tommy è così felice che riesce a malapena a contenerlo (Almost Like Being In Love). Tommy nota che tutti gli eventi elencati nella Bibbia di famiglia, incluso il matrimonio di Jean, sono elencati come se fossero accaduti 200 anni prima. Quando chiede a Fiona di questo, lei lo manda dal maestro di scuola, il signor Lundie.
Fiona, Tommy e Jeff arrivano a casa del signor Lundie, dove egli racconta una storia che i due newyorkesi non riescono a credere: per proteggere Brigadoon dall'essere cambiato dal mondo esterno, 200 anni fa il ministro locale pregò Dio di fare scomparire Brigadoon, solo per riapparire per un giorno ogni 100 anni. A tutti i cittadini di Brigadoon è vietato lasciare la città, altrimenti scomparirà per sempre. Tommy chiede ipoteticamente se a un estraneo potrebbe essere permesso di rimanere. Il signor Lundie risponde: "Un estraneo può restare se ama qualcuno qui, non proprio Brigadoon, bada, ma qualcuno di Brigadoon, abbastanza da voler rinunciare a tutto e stare con quell'unica persona. Che è come dovrebbe essere. Perché, dopo tutto, ragazzo, se ami profondamente qualcuno, tutto è possibile ".
Il gruppo parte per andare al matrimonio, che inizia con i clan che arrivano dalle colline. Il signor Lundie sposa Charlie e Jean e si esibiscono in un tradizionale ballo nuziale celebrativo. Compaiono danzatori di spade, guidati da Harry, che eseguono un elaborato ballo sulle loro armi. Tutta la città si unisce al ballo, ma si interrompe bruscamente quando Jean urla quando Harry tenta di baciarla. In preda all'angoscia per il matrimonio di Jean, annuncia che lascerà la città (che porrebbe fine al miracolo, provocando la scomparsa di Brigadoon per sempre nelle nebbie degli Highlands) e scappa via.

### Atto II
Gli uomini della città, tra cui Tommy e un riluttante Jeff, cercano freneticamente di trovare Harry prima che possa lasciare la città (The Chase). Improvvisamente si sente un urlo agonizzante. Harry, che sembra essere caduto su una roccia ed essersi schiacciato il cranio, viene trovato morto dagli altri uomini. Decidendo di non dirlo al resto della città fino al mattino seguente, gli uomini portano via il corpo di Harry. Fiona e suo padre arrivano per vedere se va tutto bene. Mentre il signor MacLaren se ne va, Tommy vede Fiona e si abbracciano. Lei rivela il suo amore per lui, e lui le dice che crede di provare lo stesso sentimento (There But For You Go I). Fiona gli ricorda che la fine della giornata è vicina e Tommy le dice che vuole restare a Brigadoon con lei. Vanno a trovare il signor Lundie.
Nel frattempo, nel villaggio, Meg racconta del giorno in cui i suoi genitori si erano sposati ubriachi (My Mother's Wedding Day) e la gente balla fino a quando il suono delle cornamuse scozzesi non penetra nell'aria. L'allegria viene interrotta quando Archie Beaton entra portando il corpo di Harry, guidato dai suonatori di cornamusa che suonano una pìobaireachd (musica scozzese per cornamusa). Maggie, che amava Harry, esegue una danza funebre per il suo amore non corrisposto. Gli uomini di Brigadoon aiutano Archie a portare suo figlio nel luogo della sepoltura.
Tommy trova Jeff e annuncia la sua intenzione di rimanere. Jeff pensa che l'idea sia assurda e discute con Tommy finché non lo avrà convinto che Brigadoon è solo un sogno. Jeff rivela anche che si è imbattuto in Harry e lo ha ucciso accidentalmente. Fiona e il signor Lundie arrivano e Tommy, scosso dalla confessione di Jeff, dice a Fiona che la ama, ma non può restare; ha ancora dubbi (From This Day On). Fiona dice a Tommy, mentre svanisce nell'oscurità, che lo amerà per sempre.
Quattro mesi dopo, Jeff sta bevendo fortemente in un bar di New York. Tommy, che vive in una fattoria nel New Hampshire, entra e saluta Jeff. Tommy è ancora innamorato di Fiona e non riesce a smettere di pensare a lei. La sua fidanzata Jane Ashton, una bella donna di mondo, gli parla del loro imminente matrimonio, ma tutto ciò che dice gli fa sentire la voce di Fiona e il sogno di Brigadoon (Come to Me, Bend to Me (ripresa) e Heather on the Hill (ripresa)). Tommy dice a Jane che non può sposarla, e lei discute con lui, ma continua a fantasticare sul suo vero amore (Go Home With Bonnie Jean (ripresa) e From This Day On (ripresa)). Jane parte e Tommy dice a Jeff che vuole tornare in Scozia, anche se sa che il villaggio non ci sarà.
Tommy e Jeff tornano nel luogo in cui avevano trovato Brigadoon e, come previsto, non vedono nulla. Proprio mentre si girano per andarsene, sentono ancora la musica (Brigadoon) e appare Lundie. Tommy saluta Jeff e scompare con Mr. Lundie nella nebbia delle Highland per ricongiungersi con Fiona.

## Numeri musicali
Atto I
- Ouverture
- Preludio (Once in the Highlands) – Ensemble
- Brigadoon – Ensemble
- Vendors' Calls – Ensemble
- Down on MacConnachy Square – Ensemble
- Waitin' for My Dearie – Fiona e Girls
- I'll Go Home with Bonnie Jean – Charlie e Ensemble
- The Heather on the Hill – Tommy e Fiona
- Rain Exorcism †
- The Love of My Life – Meg Brockie
- Jeannie's Packin' Up – Girls
- Come to Me, Bend to Me – Charlie
- Ballet – Jean e Girls
- Almost Like Being in Love – Tommy e Fiona
- Wedding Ceremony/Entrance of the Clans ‡ Ensemble
- The Sword Dance ‡ Harry e Ensemble

Atto II
- The Chase – Ensemble
- There But for You Go I – Tommy
- Steps Stately †
- Drunken Reel †
- My Mother's Wedding Day  *– Meg e Ensemble
- Funeral Dance – Maggie
- From This Day On – Tommy e Fiona
- Farewell Music
- Reprises: Come to Me, Bend to Me / The Heather on the Hill / I'll Go Home With Bonnie Jean / From This Day On / Down on MacConnachy Square
- Finale (Brigadoon) – Ensemble

† Aggiunto nella ripresa del 1980

‡ Spostato nell’atto II nella ripresa del 1980

### Riassunto delle scene
ATTO I
- Scena 1. Una foresta nelle Highlands scozzesi, circa le cinque in una mattina di maggio.
- Scena 2. Una strada a Brigadoon, poi la piazza del paese, MacConnachy Square, più tardi la stessa mattina.
- Scena 3. Il capanno aperto di Brockie, verso mezzogiorno.
- Scena 4. La MacKeith House, a metà pomeriggio.
- Scena 5. Fuori dalla casa del signor Murdoch, subito dopo.
- Scena 6. Fuori dalla Chiesa di Brigadoon, al crepuscolo.

ATTO II
- Scena 1. Una foresta dentro Brigadoon, più tardi quella notte.
- Scena 2. Una strada a Brigadoon, più tardi.
- Scena 3. La valle, subito dopo.
- Scena 4. Un bar a New York City, quattro mesi dopo.
- Scena 5. La foresta, (come nell'Atto 1, Scena 1) - Alcuni giorni dopo.

## Produzioni
La produzione originale di Broadway, diretta da Robert Lewis e coreografata da Agnes de Mille, andò in scena in anteprima il 13 marzo 1947 al teatro Ziegfeld, dove andò avanti per 581 rappresentazioni. Gli interpreti erano David Brooks nei panni di Tommy, George Keane nei panni di Jeff, Marion Bell nei panni di Fiona, Lee Sullivan nei panni di Charlie, Virginia Bosler nei panni di Jeannie, James Mitchell nei panni di Harry e Pamela Britton nei panni di Meg. Il primo violino dell'orchestra era la nota violinista americana Joan Field. La De Mille vinse il Tony Award come miglior coreografia e Bell e Mitchell vinsero il Theatre World Award. La produzione fece un lungo tour in Nord America.
La produzione originale del West End del musical fu inaugurata il 14 aprile 1949, presso l'His Majesty's Theatre, per 685 spettacoli. Gli interpreti erano Philip Hanna nei panni di Tommy, Patricia Hughes nei panni di Fiona, James Jamieson nei panni di Harry e Noele Gordon nei panni di Meg. Bruce Trent assunse il ruolo principale nel 1949 all'His Majesty's Theatre. Due telegrammi, uno dall'impresario Emile Littler e un altro in cui la firma è difficile da identificare, indirizzati a Bruce Trent sono datati 24 febbraio 1949.
David Brooks riprese il ruolo di Tommy nella produzione della Summertime Light Opera a Houston, nel Texas, nel 1950, con Gregg Juarez nei panni di Jeff e Dorothy MacNeil della New York City Opera nei panni di Fiona. La regia era di John Brownlee, baritono principale dell'Opera Metropolitana e il direttore musicale e direttore d'orchestra era Frederick Fennell della Rochester Eastman Kodak Symphony.
Il musical fu riproposto al New York City Center nel maggio 1950. Fu ripreso a Broadway sette anni dopo, diretto da George H. Englund e coreografato dalla De Mille, all'apertura il 15 aprile 1957, al Teatro Adelphi, dove fu rappresentato per 24 spettacoli. Il cast comprendeva David Atkinson, Helen Gallagher, Patricia Birch e Marilyn Cooper. Un altro revival di Broadway, diretto da John Fearnley e coreografato dalla De Mille, fu inaugurato il 30 gennaio 1963 al New York City Center, dove fu rappresentato per 16 spettacoli. Il cast comprendeva Peter Palmer, Russell Nype, Sally Ann Howes ed Edward Villella. Ebbe la nomination per il Tony Award come miglior attrice in un musical (Howes), Miglior regia di un musical e Miglior direttore d'orchestra e direttore musicale.
Il successivo revival di Broadway, diretto da Vivian Matalon e coreografato dalla De Mille, fu inaugurato il 16 ottobre 1980 al Majestic Theatre, dove fu rappresentato 133 volte con otto anteprime. Il cast comprendeva Meg Bussert, Martin Vidnovic e John Curry. Vidnovic ebbe le nomination al Tony e al Drama Desk Award, la Bussert ottenne una nomination ai Tony e vinse il Theatre World Award e la produzione fu nominata al Tony Award per la migliore replica.
La New York City Opera mise in scena il musical nel 1986 e nel 1991.
Il musical fu riproposto nel West End al Victoria Palace Theatre, iniziando il 25 ottobre 1988 e chiudendo il 5 agosto 1989, con Robert Meadmore (Tommy), Jacinta Mulcahy e Lesley Mackie. Il regista era Roger Redfarn e le danze della Mille furono ricoreografate da Tommy Shaw. Il critico del Times commentò che quelle danze erano "la principale fonte della magia".
Nel 2014 un'importante ripresa andò in scena al Goodman Theatre di Chicago. Era diretta e coreografata da Rachel Rockwell, con il libretto rivisto da Brian Hill. Charles Isherwood del New York Times definì la produzione "una ripresa di prima classe che vanta una vivacità di spirito contagiosa e una gradita assenza di fioriture postmoderne".
La produzione di Melbourne del 2017 della The Production Company allo State Theatre, con Rohan Browne, Genevieve Kingsford e Nancye Hayes e diretta da Jason Kangley, aggiornò l'ambientazione del mondo al di fuori di Brigadoon ai tempi moderni.
Un concerto in palcoscenico fu presentato al New York City Center dal 15 al 19 novembre 2017 con Stephanie J. Block nei panni di Meg Brockie, Aasif Mandvias come Jeff Douglas, Kelli O'Hara nei panni di Fiona e Patrick Wilson nei panni di Tommy Albright. Era diretto e coreografato da Christopher Wheeldon.

## Personaggi e cast originale
| Personaggio       | Broadway (1947) | West End (1949)  | Broadway (1950)  | Broadway (1957)    | Broadway (1963)    | Broadway (1980) | West End (1988)       | U.S. National Tour (1992) | Irish Repertory Theatre (2010) | Goodman Theater, Chicago (2014) | Melbourne (2017)                 | New York City Center (2017) |
| ----------------- | --------------- | ---------------- | ---------------- | ------------------ | ------------------ | --------------- | --------------------- | ------------------------- | ------------------------------ | ------------------------------- | -------------------------------- | --------------------------- |
| Tommy Albright    | David Brooks    | Philip Hanna     | Philip Hanna     | David Atkinson     | Peter Palmer       | Martin Vidnovic | Robert Meadmore       | John Schneider            | Jason Danieley                 | Kevin Earley                    | Rohan Browne                     | Patrick Wilson              |
| Fiona MacLaren    | Marion Bell     | Patricia Hughes  | Virginia Oswald  | Virginia Oswald    | Sally Ann Howes    | Meg Bussert     | Jacinta Mulachy       | Elizabeth Wals            | Melissa Errico                 | Jennie Sophia                   | Genevive Kingsford               | Kelli O’Hara                |
| Jeff Douglas      | George Keane    | Hiram Sherman    | Peter Turgeon    | Scott McKay        | Russell Nype       | Mark Zimmerman  | Robin Nedwell         | Mark Zimmerman            | Don Stephenson                 | Rod Thomas                      | Luke Joslin                      | Aasif Mandvi                |
| Harry Beaton      | James Mitchell  | James Jamieson   | Elliot Sullivan  | Matt Mattox        | Edward Villella    | John Curry      | Ian MacKenzie Stewart | Angelo Fraboni            | Ciarán Sheehan                 | Rhett Guter                     | Joel Granger                     | Robert Fairchild            |
| Meg Brockie       | Pamela Britton  | Noele Gordon     | Susan Johnson    | Helen Gallagher    | Anne Fraser        | Elaine Hausman  | Lesley Mackie         | Jennifer Allen            | Christine Ebersole             | Maggie Portman                  | Elise McCann                     | Stephanie J. Block          |
| Charlie Dalrymple | Lee Sullivan    | Bill O’Connor    | Jeffrey Warren   | Robert Rounseville | Harry Snow         | Stephen Lehew   | Maurice Clarke        | John Clonts               | A.J. Shivley                   | Jordan Brown                    | Matthew Manahan                  | Ross Lekites                |
| Mr. Lundie        | William Hansen  | Ivor Barnard     | Fred Stewart     | John C. Becher     | John C. Becher     | Frank Hamilton  |                       | John Newton               | Len Cariou                     | Roger Mueller                   | (come Mrs Forsythe) Nancye Hayes | Dakin Matthews              |
| Andrew MacLaren   | Edward Cullen   | Roy Russell      | Donald McKee     | Russell Gaige      | Frank Milan        | Jack Dabdoub    |                       | Michael Mulheren          | Jim Brochu                     | Craig Spidle                    |                                  | Rich Hebert                 |
| Jean MacLaren     | Virginia Bosler | Bunty Kelley     | Ann Deasy        | Virginia Bosler    | Virginia Bosler    | Mollie Smith    |                       | Antonia Franceschi        | Bonnie Fraser                  | Olivia Renteria                 | Stefanie Jones                   | Sara Esty                   |
| Angus McGuffie    | Walter Scheff   | Peter Dyneley    | Angus Cairns     | Guy Gurdon         | Daniel P. Hannafin | Kenneth Kantor  |                       | David Bryant              | Christopher Lynn               | Michael Aaron Linder            | Nelson Gardner                   | David Scott Purdy           |
| Archie Beaton     | Elliot Sullivan | John Rea         | Thaddeus Clancy  | Elliot Sullivan    | John Carver        | Casper Roos     |                       | John Wilkerson            | Gordon Stanley                 | Joseph Foronda                  | Stephen Hall                     | Jamie Jackson               |
| Jane Ashton       | Frances Charles | Janet MacFarlane | Winifred Ainslee | Sloan Simpson      | Kelly Stevens      | Betsy Craig     |                       | Beth Zumann               | Kerry Conte                    | Emily Rohm                      |                                  | Madison Stratton            |
| Stuart Dalrymple  | Paul Anderson   | Roy Roser        | James Schlader   |                    |                    |                 |                       |                           |                                | Larry Adams                     | Andrew Kroenert                  |                             |
| Maggie Anderson   | Lidija Franklin | Noelle de Mosa   |                  | Lidija Franklin    | Jenny Workman      | Marina Eglevsky |                       | Camille de Ganon          |                                | Katie Spelman                   | Karla Tonkich                    | Patricia Delgado            |
| Frank             | John Paul       | Freddie Costello |                  | Jack Emrek         | Felice Orlandi     | Mark Herrier    |                       |                           |                                | Richard Strimer                 | (come Frankie) Emma Clark        | Nicholas Ward               |
| Sandy Dean        | Jeffrey Warren  | Wilfred Johns    | Douglas Rideout  | John Dorrin        | William Kennedy    | Michael Cone    |                       | Larry Parrish             |                                | George Keating                  | Jensen Overend                   | Peyton Crim                 |

## Adattamenti

### Film
Una versione cinematografica del film in Cinemascope di Brigadoon, diretta da Vincente Minnelli fu distribuita dalla MGM nel 1954 con Gene Kelly, Van Johnson e Cyd Charisse nei ruoli principali.

### Televisione
Il 15 ottobre 1966, una versione cinematografica televisiva venne trasmessa su CBS. Questa versione vinse cinque Primetime Emmy Awards.
La versione televisiva del 1966 utilizzò una sceneggiatura moderna e abbreviata che conteneva molti più brani rispetto alla versione cinematografica del 1954, sebbene l'intera produzione durasse solo novanta minuti con la pubblicità. My Mother's Wedding Day fu ripristinato in questa versione, anche se Once in the Highlands, Jeannie's Packin' Up e The Love of My Life erano ancora assenti. In questa versione Tommy e Jeff parteciparono a una gara automobilistica quando la loro auto si fermò appena fuori Brigadoon.
Il film per la TV era interpretato da Robert Goulet nei panni di Tommy, Peter Falk nel ruolo di Jeff e Sally Ann Howes nei panni di Fiona. Apparvero anche Finlay Currie, in uno dei suoi ultimi ruoli, come Mr. Lundie, Edward Villella nei panni di Harry Beaton e Marlyn Mason nei panni di Meg. Il film per la TV era diretto da Fielder Cook.
La trasmissione televisiva del 1966 di Brigadoon non fu mostrata dopo la sua ritrasmissione del 1968, né fu mai pubblicata su videocassette o DVD. Può tuttavia essere vista su Internet Archive e su YouTube. Inoltre la colonna sonora di questo adattamento televisivo fu pubblicata dalla Columbia Records (con il suo banner "Columbia Special Products") nello stesso anno della trasmissione originale.

## Accoglienza
Brigadoon uscì con recensioni molto positive ed elogi per la sua originalità e per l'integrazione delle canzoni col racconto, anche se alcuni critici fecero critiche di poco conto.
Brooks Atkinson del New York Times elogiò l'integrazione del musical, dicendo: "Per una volta, la modesta etichetta "commedia musicale" ha un significato preciso, perché è impossibile dire dove la musica e il ballo si interrompono e inizia la storia. La regia di Lewis in tutte le arti del teatro è stata intessuta in un modello di incanto cantante". Atkinson ha anche enfatizzato il contributo di Agnes de Mille come coreografa: "Alcune delle danze sono solo illustrazioni per la musica, una o due sono danze in tondo convenzionali, anche se adorabili, ma alcune di esse, come la caccia disperata nella foresta, sono ferocemente drammatiche, la danza funebre con la melodia cupa di cornamuse porta il passo del destino nella foresta e la danza della spada, eseguita magnificamente da James Mitchell, è tremendamente eccitante con la sua stilizzazione di idee primitive".
Robert Coleman del New York Daily Mirror disse: "Ci è voluto coraggio per produrre Brigadoon, uno spettacolo musicale non convenzionale di spiccata originalità ... [che] riesce ancora a confezionare un tartan pieno di fascino popolare". Sul New York Herald Tribune, Howard Barnes dichiarò che Brigadoon era: "Una cosa carina per Broadway, una canzone scintillante e una fantasia di danza che diede ragione agli spettatori del teatro che lanciarono in aria i loro tamoshanters". Robert Garland del New York Journal American elogiò in particolare Pamela Britton nei panni di Meg Brockie: "Pamela Britton è fuggita sia dalla M.G.M. sia da Frank Sinatra in tempo per essere dura come una tentatrice scozzese, e ruvida come cantante di canzoni raffish". Affermò anche che il famoso coreografo russo George Balanchine dovrebbe guardare a Brigadoon per imparare come un musical dovrebbe essere coreografato. Ward Morehouse di The New York Sun lo definì "Uno spettacolo mozzafiato", dicendo: "Ha fantasia, musica accattivante, danze eccitanti - e ha un libretto... Brigadoon è di gran lunga il miglior spettacolo musicale che la stagione abbia prodotto, ed è sicuramente uno dei migliori in tutta la mia esperienza di musica".
John Chapman del Daily News apprezzò le danze ma pensava che ce ne fossero troppe e che queste interrompevano la storia: "Proprio quando sono piacevolmente stuzzicato dall'amore tra Mr. Brooks e Miss Bell, non voglio essere raffreddato guardando un branco di gazzelle del Chorus Equity che girano intorno". Elogiò in particolare l'esibizione di William Hansen come signor Lundie, dichiarando: "è così irresistibilmente capace di persuadervi che se non c'è un villaggio chiamato Brigadoon, dovrebbe esserci".
Louis Kronenberger del PM disse: "la fantasia musicale [di Brigadoon] non solo ha fascino, ma mostra una buona dose di indipendenza... il suo fascino dovrebbe stare meno in ogni storia che racconta che nell'umore generale che crea, e ha creato quell'umore fondendo un certo numero di elementi teatrali il più densamente possibile". Kronenberger, tuttavia, non amava il finale, definendolo "un vero e proprio abbaglio" fatto "nella più corposa moda di Broadway".
Richard Watts Jr. del New York Post scrisse: "Ho visto altre commedie musicali che mi sono piaciute di più, ma poche per le quali ho un'ammirazione più profonda". Affermò che la musica di Lerner e Loewe per The Day Before Spring dell'anno precedente era migliore della loro per Brigadoon, spiegando che: "Se la mia prima emozione la scorsa notte è stata ammirazione piuttosto che puro piacere, è stato perché il procedimento mi è sembrato più contrassegnato da gusto e stile piuttosto che dal calore emotivo nel libretto e nella musica, ma non si può negare che gli autori siano maturati come artigiani teatrali".

## Registrazioni
Il seguente elenco di registrazioni si basa sulla discografia di John Kenrick per il sito Musicals 101.
- 1947 Registrazione cast originale di Broadway (incompleta, a causa dei limiti di registrazione del periodo, alcuni testi sono stati censurati)
- 1954 Colonna sonora originale del film (originariamente incompleta, ma ripubblicata su CD con brani cancellati, brani alternativi e voci non doppiate)
- 1957 Registrazione cast in studio (con Shirley Jones e Jack Cassidy, con Frank Porretta e Susan Johnson).
- 1959 Registrazione in studio (con Robert Merrill, Jan Peerce e Jane Powell)
- 1966 Registrazione del cast televisivo (con Sally Ann Howes, Robert Goulet e Peter Falk)
- 1988 Registrazione cast del revival di Londra (con Robert Meadmore; alcuni nomi di personaggi e date sono stati modificati per rendere lo spettacolo più accurato dal punto di vista storico)
- 1991 Registrazione cast in studio (con Rebecca Luker e Brent Barrett, Judy Kaye e Gregory Jbara)